# Fritz Helfritz
Fritz Helfritz, eigentlich Johann George Friedrich Helfritz (* 25. April 1790 in Iven; † 20. April 1848 ebenda) war ein deutscher Jurist, Gutspächter, Amtmann und Freimaurer.

## Leben

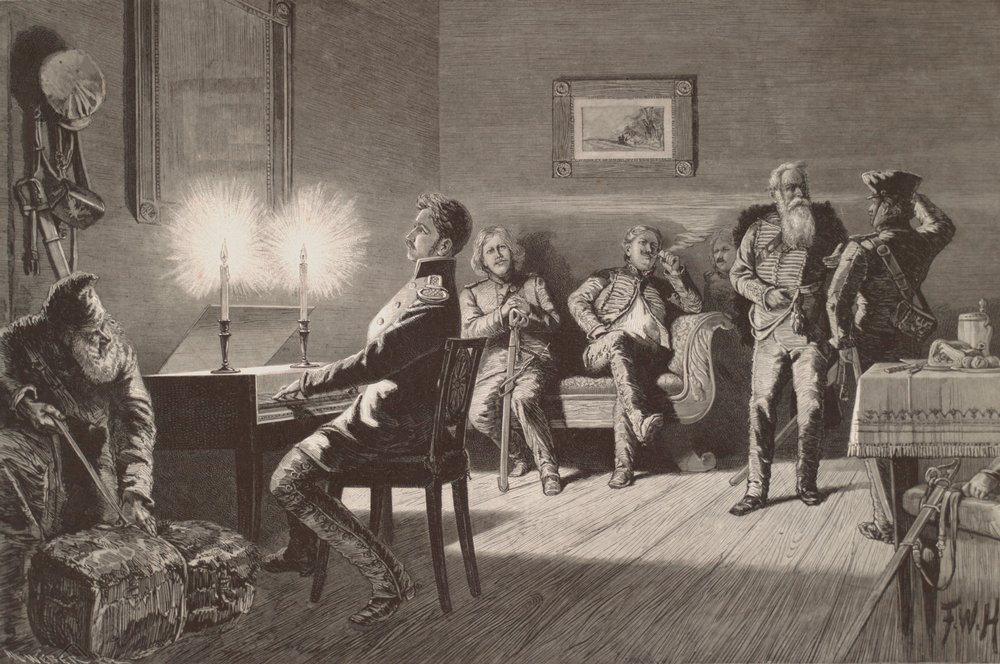
Helfritz (Dritter von rechts, fast verdeckt) in einer historistischen Darstellung des Vorabends von Körners Tode auf Gut Gottesgabe bei Schwerin (Stich nach Friedrich Wilhelm Heine um 1880)

Helfritz studierte Rechtswissenschaften an der neu gegründeten Universität Berlin. 1813 schloss er sich dem Lützowschen Freikorps an und wurde darin Oberjäger (Unteroffizier). Am 26. August 1813 war er im Forst Rosenow bei Lützow Zeuge der tödlichen Verwundung von Theodor Körner, der in seinen Armen starb. Helfritz diente nach der Überleitung des Freikorps in die Preußische Armee im 6. Ulanen-Regiment, wo er zum Leutnant befördert und mit dem Eisernen Kreuz II. Klasse ausgezeichnet wurde. 1815 kehrte er nach Pommern zurück und widmete sich der Bewirtschaftung von Gut Iven. Er war zugleich Amtmann für das Amt Iven.
Ab 1830 war er Mitglied der Anklamer Freimaurerloge Julius zu den drei empfindsamen Herzen und von 1834 bis kurz vor seinem Tod ihr Meister vom Stuhl.
1845 war er Ehrengast bei der Schwertfeier zur (Wieder)-Aufhängung der Waffe von Gottlieb Schnelle an der Körner-Eiche in Wöbbelin.
Im Juli 1846 fertigte er für Friedrich Christoph Förster einen Bericht über die Umstände des Todes von Theodor Körner. Dies ist neben denen von Anton Probsthan und Ferdinand Zenker einer der drei von Emil Peschel als authentisch erachteten Berichte zu Körners Tod.
Er war verheiratet mit Antonia Cäcilie Franziska, geborene Dornstein (* 1801 in Inowrazlaw; † 1851 in Iven). Der spätere Greifswalder Bürgermeister Hugo Helfritz (* 1827; † 1896) war ein Sohn des Paares.